# Robbe Kil
Robbe Kil (17 november 1994) is een Belgisch voetballer die bij voorkeur als centrale middenvelder speelt. Hij stroomde in 2012 door vanuit de jeugd van Antwerp FC.

## Clubcarrière
Kil debuteerde voor Antwerp FC tijdens het seizoen 2012/2013, in de tweede klasse. Hij speelde tien wedstrijden in zijn debuutseizoen; zeven keer in de basiself en driemaal als invaller. Zijn één jaar oudere broer Seppe speelde op dat moment ook in de eerste ploeg van Antwerp FC.

## Clubrecord en topschutter
In februari 2025 heeft Robbe Kil een historisch hoogtepunt bereikt bij R. Cappellen FC door zijn 76ste officiële doelpunt voor de club te scoren, waarmee hij de all-time topschutter van de club is sinds het seizoen 1989-1990. Met dit doelpunt nam hij definitief afstand van de vorige recordhouders, Cisse Severeyns (75 doelpunten) en Marc Adriaensen (74 doelpunten), beiden aanvallers van naam. Dit indrukwekkende aantal is verspreid over elf seizoenen, waarin hij ook driemaal clubtopschutter was, waaronder in het seizoen 2018-2019 toen hij 13 doelpunten scoorde.
Kil maakte zijn debuut in het kampioensjaar 2014-2015 en scoorde zijn eerste doelpunt op 22 februari 2015 in een 0-4-overwinning tegen Diegem. Sindsdien heeft hij niet alleen de meeste doelpunten gescoord, maar ook de meeste wedstrijden gespeeld voor Cappellen, met 318 officiële wedstrijden, waarin hij 317 keer aan de aftrap stond en 307 keer de volledige wedstrijd uitspeelde. Van zijn 76 doelpunten werden er 13 in bekerwedstrijden gescoord.
Met deze prestaties is Robbe Kil onbetwist de topschutter en recordhouder van Cappellen FC sinds de statistieken bijgehouden worden vanaf 1989.

## Statistieken
| Seizoen | Club          | Competitie       | Wedstrijden | Doelpunten |
| ------- | ------------- | ---------------- | ----------- | ---------- |
| 2022/23 | R Capellen FC | Eerste nationale | 31          | 8          |
| 2022/23 | R Capellen FC | Tweede afdeling  | 36          | 4          |
| 2021/22 | R Capellen FC | Tweede afdeling  | 29          | 10         |
| 2020/21 | R Capellen FC | Tweede afdeling  | 3           |            |
| 2019/20 | R Capellen FC | Tweede afdeling  | 27          | 8          |
| 2018/19 | R Capellen FC | Tweede afdeling  | 32          | 16         |
| 2017/18 | R Capellen FC | Tweede afdeling  | 30          | 10         |
| 2016/17 | R Capellen FC | Derde klasse B   | 31          | 13         |
| 2015/16 | R Capellen FC | Derde klasse B   | 37          | 4          |
| 2014/15 | R Capellen FC | Derde klasse B   | 33          | 1          |
| 2013/14 | Antwerp FC    | Tweede klasse    |             |            |
| 2012/13 | Antwerp FC    | Tweede klasse    | 10          | 0          |